# U-17-Fußball-Südamerikameisterschaft 1997
Die U-17-Fußball-Südamerikameisterschaft 1997 fand vom 28. Februar 1997 bis 16. März 1997 in Paraguay statt.
Ausgetragen wurden die Begegnungen zur Ermittlung des Turniersiegers in den Städten Encarnación, Pedro Juan Caballero und Asunción. Gespielt wurde in zwei Gruppen à fünf Mannschaften und einer anschließend ebenfalls im Gruppenmodus ausgetragenen Finalphase mit vier Teams. Es nahmen am Turnier die Nationalmannschaften Argentiniens, Boliviens, Brasiliens, Chiles, Ecuadors, Kolumbiens, Paraguays, Perus, Uruguays und Venezuelas teil. Aus der Veranstaltung ging die U-17 Brasiliens als Sieger hervor. Die Plätze zwei bis vier belegten die Nationalteams aus Argentinien, Chile und Paraguay. 
Den Titel des Torschützenkönigs teilten sich mit je vier erzielten Treffern der Brasilianer Giovani sowie die Chilenen Milovan Mirosevic und Juan Viveros.
Brasilien, Argentinien und Chile als die drei nach Abschluss des Turniers bestplatzierten Auswahlmannschaften qualifizierten sich für die U-17-Weltmeisterschaft 1997 in Ägypten.